# Aleiodes rossi
Aleiodes rossi är en stekelart som beskrevs av Marsh och Shaw 1997. Aleiodes rossi ingår i släktet Aleiodes och familjen bracksteklar. Inga underarter finns listade i Catalogue of Life.